# Protoestado

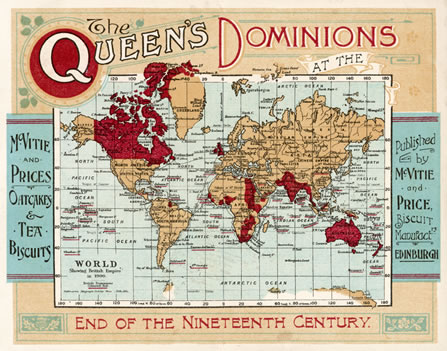
Mapa do Império Britânico sob a Rainha Vitória no final do século XIX. “Domínios” refere-se a todos os territórios pertencentes à Coroa.

Um mapa do Médio Oriente mostrando áreas controladas pelo Estado Islâmico em maio de 2015: uma série de grandes cidades no norte da Síria e do Iraque, e corredores que as ligam.

Um quase-estado ou protoestado  é uma entidade política que não representa um estado soberano totalmente institucionalizado ou autônomo. 
A definição precisa de quase-estado na literatura política flutua dependendo do contexto em que é usada. Tem sido usado por alguns estudiosos modernos para descrever as colônias e dependências britânicas autônomas que exerciam uma forma de governo interno, mas permaneceram como partes cruciais do Império Britânico e sujeitas, em primeiro lugar, à administração da metrópole.   Da mesma forma, as Repúblicas da União Soviética, que representavam unidades administrativas com as suas respectivas distinções nacionais, também foram descritas como quase-estados. 
No uso do século XXI, o termo quase-estado tem sido mais frequentemente evocado em referência a grupos separatistas militantes que reivindicam e exercem alguma forma de controlo territorial sobre uma região específica, mas que carecem de coesão institucional.  Tais quase-estados incluem a Republika Srpska e Herzeg-Bósnia durante a Guerra da Bósnia  e Azauade durante a rebelião tuaregue de 2012.  O Estado Islâmico também é amplamente considerado um exemplo de quase-estado moderno.    

## História

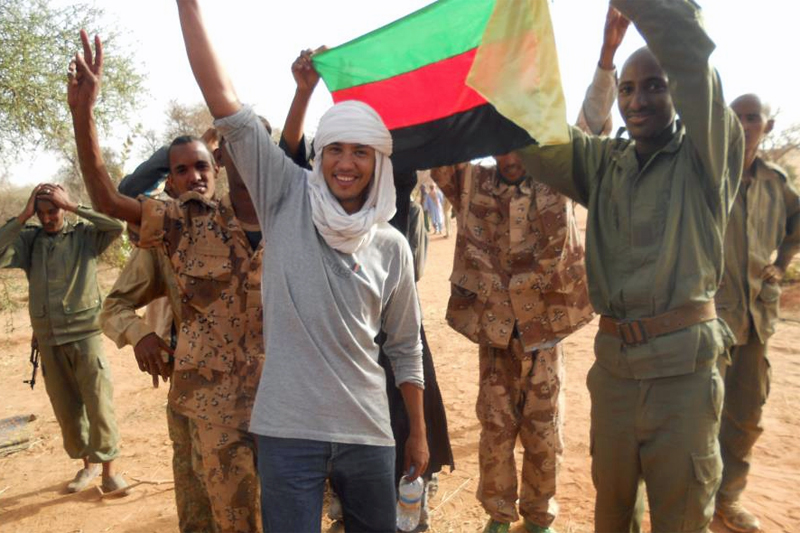
Rebeldes tuaregues no protoestado de Azauade de curta duração.

O termo protoestado tem sido usado em referência a contextos que remontam à Grécia Antiga, para se referir ao fenómeno de que a formação de uma nação grande e coesa seria frequentemente precedida por formas muito pequenas e frouxas de Estado.  Por exemplo, o sociólogo histórico Garry Runciman descreve a evolução da organização social na Idade das Trevas grega, desde a apatridia, até ao que ele chama de semiestados baseados na dominação patriarcal, mas sem potencial inerente para alcançar os requisitos para a condição de Estado, por vezes transitando para protoestados com funções governamentais capazes de mantêm-se geracionalmente, o que poderia evoluir para entidades maiores e mais centralizadas, cumprindo os requisitos da condição de Estado por volta de 700 aC, no período arcaico.  
A maioria dos protoestados antigos foram o produto de sociedades tribais, consistindo em confederações de comunidades de vida relativamente curta que se uniram sob um único senhor da guerra ou chefe dotado de autoridade simbólica e posição militar.  Estes não eram considerados Estados soberanos, uma vez que raramente alcançavam qualquer grau de permanência institucional e a autoridade era frequentemente exercida sobre um povo móvel e não sobre um território mensurável.  Confederações frouxas desta natureza foram o principal meio de abraçar um Estado comum por pessoas em muitas regiões, como as estepes da Ásia Central, ao longo da história antiga. 
Os protoestados proliferaram na Europa Ocidental durante a Idade Média, provavelmente como resultado de uma tendência à descentralização política após o colapso do Império Romano do Ocidente e a adoção do feudalismo.  Embora teoricamente devessem lealdade a um único monarca sob o sistema feudal, muitos nobres menores administravam seus próprios feudos como "estados dentro de estados" em miniatura que eram independentes uns dos outros.  Esta prática foi especialmente notável no que diz respeito a grandes entidades políticas descentralizadas, como o Sacro Império Romano, que incorporou muitos protoestados autônomos e semiautônomos. 
Após a Era dos Descobrimentos, o surgimento do colonialismo europeu resultou na formação de protoestados coloniais na Ásia, na África e nas Américas.  A algumas colónias foi dado o estatuto único de protetorados, que eram efectivamente controlados pela metrópole, mas mantinham capacidade limitada para se administrarem a si próprios, colônias autônomas, domínios e dependências.  Estas eram unidades administrativas distintas, cada uma cumprindo muitas das funções de um Estado sem exercer de facto plena soberania ou independência.  As colónias sem estatuto de governo interno subnacional, por outro lado, eram consideradas extensões administrativas do poder colonizador, em vez de verdadeiros protoestados.  Os protoestados coloniais serviram mais tarde de base para vários Estados-nação modernos, particularmente nos continentes asiático e africano. 
Durante o século XX, alguns protoestados existiram não apenas como unidades administrativas distintas, mas como as suas próprias repúblicas teoricamente autónomas unidas entre si numa união política, como os sistemas federais socialistas observados na Iugoslávia, na Tchecoslováquia e na União Soviética.   

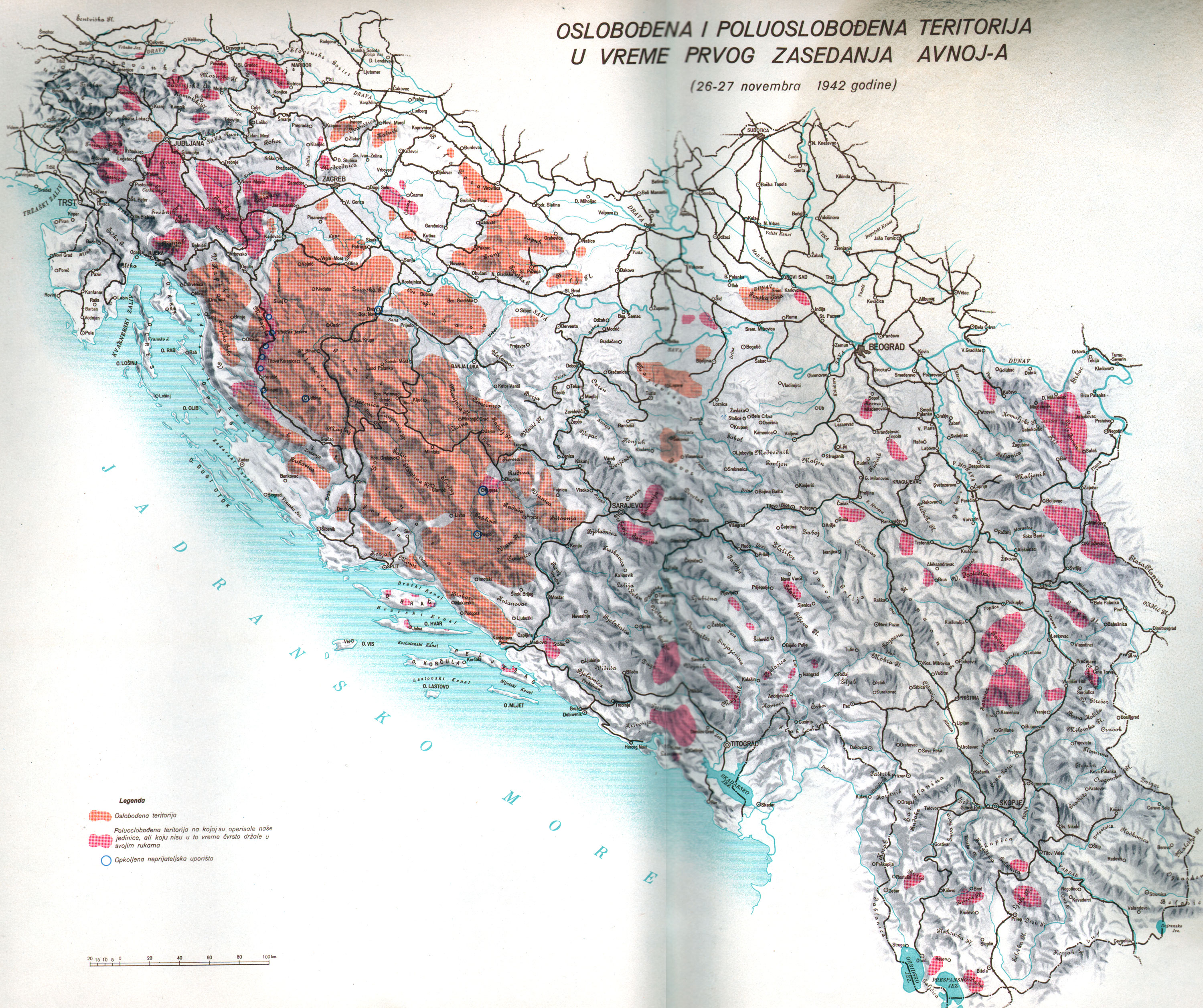
Território controlado pelo Conselho Antifascista da Iugoslávia, que estabeleceu seu próprio proto-estado em 1942

Outra forma de protoestado que se tornou especialmente comum desde o final da Segunda Guerra Mundial é estabelecido através da tomada inconstitucional de território por um grupo insurgente ou militante que passa a assumir o papel de um governo de facto.  Embora lhes seja negado o reconhecimento e desprovidos de instituições civis, os protoestados insurgentes podem envolver-se no comércio externo, prestar serviços sociais e até empreender actividades diplomáticas limitadas.  Estes protoestados são geralmente formados por movimentos oriundos de minorias étnicas ou religiosas geograficamente concentradas e são, portanto, uma característica comum dos conflitos civis interétnicos.  Isto deve-se muitas vezes às inclinações de um grupo de identidade cultural interna que procura rejeitar a legitimidade da ordem política de um Estado soberano e criar o seu próprio enclave onde é livre para viver sob a sua própria esfera de leis, costumes sociais e ordem.  Desde a década de 1980, surgiu um tipo especial de Estado insurgente na forma do "protoestado Jihadista", visto que o conceito islâmico de Estado é extremamente flexível. Por exemplo, um emirado jihadista pode ser entendido simplesmente como um território ou grupo governado por um emir; consequentemente, pode governar uma área significativa ou apenas um bairro. Independentemente da sua extensão, a assunção da condição de Estado proporciona aos militantes jihadistas uma importante legitimidade interna e cimenta a sua autoidentificação como sociedade da linha da frente oposta a certos inimigos. 
A acumulação de território por uma força insurgente para formar um sistema geopolítico subnacional e, eventualmente, um protoestado, foi um processo calculado na China durante a Guerra Civil Chinesa que abriu um precedente para muitas tentativas semelhantes ao longo dos séculos XX e XXI. séculos.  Os protoestados estabelecidos como resultado de conflitos civis existem normalmente num estado de guerra perpétuo e a sua riqueza e populações podem ser limitadas em conformidade.  Um dos exemplos mais proeminentes de um protoestado em tempo de guerra no século XXI é o Estado Islâmico do Iraque e do Levante,    que manteve a sua própria burocracia administrativa e impôs impostos. 

## Base teórica
A definição de protoestado não é concisa, e tem sido confundida pelo uso intercambiável dos termos estado, país, e nação para descrever um determinado território.  O termo protoestado é preferido a protonação num contexto académico, no entanto, uma vez que algumas autoridades também usam nação para denotar um grupo social, étnico ou cultural capaz de formar o seu próprio estado. 
Um protoestado não atende aos quatro critérios essenciais para a condição de Estado, conforme elaborado na teoria declarativa da condição de Estado da Convenção de Montevidéu de 1933: uma população permanente, um território definido, um governo com instituições próprias e a capacidade de estabelecer relações. com outros estados.  Um protoestado não é necessariamente sinónimo de um Estado com reconhecimento limitado que, de outra forma, possui todas as características de um Estado soberano em pleno funcionamento, como a Rodésia ou a República da China, também conhecida como Taiwan.  No entanto, os protoestados frequentemente não são reconhecidos, uma vez que um actor estatal que reconhece um protoestado o faz em violação da soberania externa de outro ator estatal.  Se o reconhecimento diplomático total for estendido a um protoestado e as embaixadas forem trocadas, ele será definido como um estado soberano por direito próprio e não poderá mais ser classificado como um protoestado. 

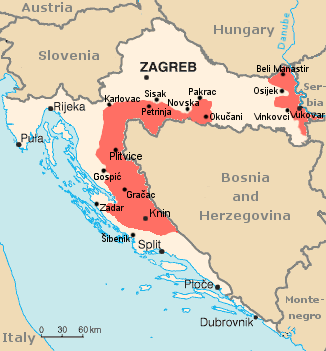
Território da Croácia controlado pelo protoestado da República Sérvia de Krajina 1991–1995.

Ao longo da história moderna, regiões parcialmente autónomas de Estados maiores reconhecidos, especialmente aqueles baseados num precedente histórico ou numa distinção étnica e cultural que os coloca à parte daqueles que dominam o Estado como um todo, foram considerados protoestados.  O governo interno gera uma estrutura institucional subnacional que pode ser justificadamente definida como um protoestado.  Quando uma rebelião ou insurreição assume o controlo e começa a estabelecer alguma aparência de administração em regiões dentro dos territórios nacionais sob o seu domínio efectivo, também se metamorfoseou num protoestado.  Estes protoestados de guerra, por vezes conhecidos como estados insurgentes, podem eventualmente transformar completamente a estrutura de um estado ou demarcar os seus próprios espaços políticos autónomos.  Embora não seja um fenómeno novo, a formação moderna de protoestados em território controlado por uma entidade militante não estatal foi popularizada por Mao Tsé-Tung durante a Guerra Civil Chinesa e pelos movimentos de libertação nacional em todo o mundo que adoptaram as suas filosofias militares.  A ascensão de um protoestado insurgente foi por vezes também uma consequência indirecta de um movimento que adoptou a teoria do foco da guerra de guerrilha de Che Guevara. 
É mais provável que os protoestados separatistas se formem em estados preexistentes que carecem de fronteiras seguras, de um corpo conciso e bem definido de cidadãos ou de um único poder soberano com o monopólio do uso legítimo da força militar.  Podem ser criados como resultado de golpes de estado, insurreições, campanhas políticas separatistas, intervenção estrangeira, violência sectária, guerra civil e até mesmo a dissolução ou divisão sem derramamento de sangue do Estado. 
Os protoestados podem ser actores regionais importantes, uma vez que a sua existência afecta as opções disponíveis aos actores estatais, quer como potenciais aliados, quer como impedimentos às suas articulações políticas ou econômicas. 

## Lista de quase-estados

### Quase-estados constituintes

#### Atuais
| Proto-estado                      | Estado Parente   | Alcançou soberania? | Desde | Ref.                     |
| --------------------------------- | ---------------- | ------------------- | ----- | ------------------------ |
| Adigueia                          | Rússia           | Federação Russa     | 1991  | [ 43 ]                   |
| Ilhas Åland                       | Finlândia        | Não                 | 1921  | [ 43 ] [ 44 ]            |
| República de Altai                | Rússia           | Federação Russa     | 1992  | [ 43 ]                   |
| Aruba                             | Países Baixos    | Não                 | 1986  | [ 43 ]                   |
| Axante                            | Gana             | Não                 | 1957  | [ 45 ]                   |
| Caxemira Livre                    | Paquistão        | Não                 | 1975  | [ 43 ]                   |
| Açores                            | Portugal         | Não                 | 1816  | [ 43 ]                   |
| Bascortostão                      | Rússia           | Federação Russa     | 1990  | [ 43 ]                   |
| Ilhas Virgens Britânicas          | Reino Unido      | Não                 | 1960  | [ 43 ]                   |
| Bougainville                      | Papua Nova Guiné | De facto            | 2001  | [ 43 ]                   |
| Buriácia                          | Rússia           | Federação Russa     | 1990  | [ 43 ]                   |
| Ilhas Canárias                    | Espanha          | Não                 | 1816  | [ 43 ]                   |
| Catalunha                         | Espanha          | Não                 | 1978  | [ 43 ]                   |
| Ilhas Cayman                      | Reino Unido      | Não                 | 1962  | [ 43 ]                   |
| Estado de Chim                    | Myanmar          | Não                 | 1949  | [ 43 ]                   |
| Ilha Christmas                    | Austrália        | Não                 | 1958  | [ 43 ]                   |
| Chuváchia                         | Rússia           | Federação Russa     | 1992  | [ 43 ]                   |
| Ilhas Cook                        | Nova Zelândia    | De jure             | 1888  | [ 43 ]                   |
| Córsega                           | França           | Não                 | 1978  | [ 43 ]                   |
| Curaçau                           | Países Baixos    | Não                 | 2010  | [ 43 ]                   |
| Daguestão                         | Rússia           | Federação Russa     | 1991  | [ 43 ]                   |
| Ilha da Páscoa                    | Chile            | Não                 | 1944  | [ 43 ]                   |
| Comunidade Autônoma do País Basco | Espanha          | Não                 | 1978  | [ 43 ]                   |
| Ilhas Malvinas                    | Reino Unido      | Não                 | 1833  | [ 43 ]                   |
| Ilhas Faroe                       | Dinamarca        | Não                 | 1948  | [ 43 ]                   |
| Flandres                          | Bélgica          | Não                 | 1970  | [ 43 ]                   |
| Polinésia Francesa                | França           | Não                 | 1847  | [ 43 ]                   |
| Galiza                            | Espanha          | Não                 | 1978  | [ 43 ]                   |
| Groenlândia                       | Dinamarca        | Não                 | 1816  | [ 43 ]                   |
| Guam                              | Estados Unidos   | Não                 | 1816  | [ 43 ]                   |
| Guernsey                          | Reino Unido      | Não                 | 1204  | [ 43 ]                   |
| Reservas Indígenas Americanas     | Estados Unidos   | De jure             | 1658  | [ 43 ]                   |
| Terras Indígenas do Brasil        | Brasil           | Não                 | 1850  |                          |
| Inguchétia                        | Rússia           | Federação Russa     | 1992  | [ 43 ]                   |
| Curdistão Iraquiano               | Iraque           | Não                 | 1991  | [ 47 ]                   |
| Ilha de Man                       | Reino Unido      | De jure             | 1828  | [ 43 ]                   |
| Jersey                            | Reino Unido      | De jure             | 1204  | [ 43 ]                   |
| Oblast Autônomo Judaico           | Rússia           | Federação Russa     | 1934  |                          |
| Jubalândia                        | Somália          | Não                 | 2001  | [ Nota 1 ] [ 48 ] [ 49 ] |
| Cabárdia-Balcária                 | Rússia           | Federação Russa     | 1992  | [ 43 ]                   |
| Cachim                            | Myanmar          | Não                 | 1949  | [ 43 ]                   |
| Calmúquia                         | Rússia           | Federação Russa     | 1992  | [ 43 ]                   |
| Carachai-Circássia                | Rússia           | Federação Russa     | 1992  | [ 43 ]                   |
| Carélia                           | Rússia           | Federação Russa     | 1991  | [ 43 ]                   |
| Caiá                              | Myanmar          | Não                 | 1949  | [ 43 ]                   |
| Caim                              | Myanmar          | Não                 | 1949  | [ 43 ]                   |
| Cacássia                          | Rússia           | Federação Russa     | 1992  | [ 43 ]                   |
| Cómi                              | Rússia           | Federação Russa     | 1996  | [ 43 ]                   |
| Madeira                           | Portugal         | Não                 | 1816  | [ 43 ]                   |
| Mari El                           | Rússia           | Federação Russa     | 1990  | [ 43 ]                   |
| Ilhas Marquesas                   | França           | Não                 | 1844  | [ 43 ]                   |
| Monserrate                        | Reino Unido      | Não                 | 1632  | [ 43 ]                   |
| Mom                               | Myanmar          | Não                 | 1949  | [ 43 ]                   |
| Mordóvia                          | Rússia           | Federação Russa     | 1994  | [ 43 ]                   |
| Nova Caledônia                    | França           | Não                 | 1853  | [ 43 ]                   |
| Marianas do Norte                 | Estados Unidos   | Não                 | 1899  | [ 43 ]                   |
| Ossétia do Norte-Alânia           | Rússia           | Federação Russa     | 1995  | [ 43 ]                   |
| Nunavut                           | Canadá           | Não                 | 1999  | [ 43 ]                   |
| Porto Rico                        | Estados Unidos   | Não                 | 1816  | [ 43 ]                   |
| Puntlândia                        | Somália          | Não                 | 1998  | [ 50 ]                   |
| Quebec                            | Canadá           | Não                 | 1816  | [ 43 ]                   |
| Santa Helena                      | Reino Unido      | Não                 | 1834  | [ 43 ]                   |
| Sakha                             | Rússia           | Federação Russa     | 1991  | [ 43 ]                   |
| Xã                                | Myanmar          | Não                 | 1949  | [ 43 ]                   |
| São Martinho                      | Países Baixos    | Não                 | 2010  | [ 43 ]                   |
| Tirol do Sul                      | Itália           | Não                 | 1926  | [ 43 ]                   |
| Svalbard                          | Noruega          | Não                 | 1992  | [ 43 ]                   |
| Tartaristão                       | Rússia           | Federação Russa     | 1990  | [ 43 ]                   |
| Temotu                            | Ilhas Salomão    | Não                 | 1981  | [ 43 ]                   |
| Turcas e Caicos                   | Reino Unido      | Não                 | 1973  | [ 43 ]                   |
| Tuva                              | Rússia           | Federação Russa     | 1992  | [ 43 ]                   |
| Udmúrtia                          | Rússia           | Federação Russa     | 1990  | [ 43 ]                   |
| Ilhas Virgens Americanas          | Estados Unidos   | Não                 | 1816  | [ 43 ]                   |
| Valônia                           | Bélgica          | Não                 | 1970  | [ 43 ]                   |
| Estado de Wa                      | Myanmar          | De facto            | 2010  | [ 51 ] [ 52 ]            |
| Zanzibar                          | Tanzânia         | Não                 | 1964  | [ 43 ]                   |

#### Extintos
| Proto-estado                                          | Estado Parente                                                             | Alcançou soberania? | Período                   | Ref.   |
| ----------------------------------------------------- | -------------------------------------------------------------------------- | ------------------- | ------------------------- | ------ |
| Adjara                                                | Geórgia                                                                    | Não                 | 1921–2004                 | [ 53 ] |
| República Socialista Soviética da Armênia             | República Socialista Federativa Soviética Transcaucasiana, União Soviética | Sim                 | 1922–1991                 |        |
| Artsaque                                              | Azerbaijão                                                                 | De facto            | 1991-2023                 |        |
| Aruba                                                 | Países Baixos                                                              | Não                 | 1986                      | [ 53 ] |
| República Socialista Soviética do Azerbaijão          | República Socialista Federativa Soviética Transcaucasiana, União Soviética | Sim                 | 1922–1991                 |        |
| Bophuthatswana                                        | África do Sul                                                              | De jure             | 1977–1994                 | [ 54 ] |
| Bósnia e Herzegovina                                  | Iugoslávia                                                                 | Sim                 | 1943–1992                 | [ 55 ] |
| República Socialista Soviética da Bielorrússia        | República Socialista Federativa Soviética da Rússia, União Soviética       | Sim                 | 1920–1991                 |        |
| Ciskei                                                | África do Sul                                                              | De jure             | 1981–1994                 | [ 54 ] |
| Croácia                                               | Iugoslávia                                                                 | Sim                 | 1943–1991                 | [ 55 ] |
| Rutênia dos Cárpatos                                  | Tchecoslováquia                                                            | De facto            | 1938–1939                 |        |
| República Socialista Tcheca                           | Tchecoslováquia                                                            | Sim                 | 1969–1993                 | [ 56 ] |
| Caprivi Oriental                                      | África do Sul                                                              | Não                 | 1972–1989                 | [ 54 ] |
| República Socialista Soviética da Estônia             | União Soviética                                                            | Sim                 | 1940–1941, 1944–1991      |        |
| República Socialista dos Trabalhadores da Finlândia   | Finlândia                                                                  | Não                 | 1918                      |        |
| Estado Livre de Gargalo                               | Prússia, República de Weimar                                               | Não                 | 1919-1923                 |        |
| República Livre de Schwarzenberg                      | Zona de ocupação soviética na Alemanha                                     | De facto            | 1945                      |        |
| Rutenos da Galícia                                    | Áustria-Hungria                                                            | De facto            | 1848–1918                 |        |
| Gagaúzia                                              | Moldávia                                                                   | Não                 | 1991–1994                 | [ 53 ] |
| Gazankulu                                             | África do Sul                                                              | Não                 | 1971–1994                 | [ 54 ] |
| República Socialista Soviética da Geórgia             | República Socialista Federativa Soviética Transcaucasiana, União Soviética | Sim                 | 1922–1991                 |        |
| Jamu e Caxemira                                       | Índia                                                                      | Não                 | 1921–2019                 | [ 53 ] |
| Hererolândia                                          | África do Sul                                                              | Não                 | 1970–1989                 | [ 54 ] |
| KaNgwane                                              | África do Sul                                                              | Não                 | 1972–1994                 | [ 54 ] |
| República Socialista Soviética Autônoma da Carélia    | República Socialista Federativa Soviética da Rússia, União Soviética       | República da União  | 1923–1940                 |        |
| República Socialista Soviética Carelo-Finlandesa      | União Soviética                                                            | Não                 | 1940–1956                 |        |
| Kavangolândia                                         | África do Sul                                                              | Não                 | 1973–1989                 | [ 54 ] |
| República Socialista Soviética Cazaque                | União Soviética                                                            | Sim                 | 1936–1991                 |        |
| República Socialista Soviética Quirguiz               | União Soviética                                                            | Sim                 | 1936–1991                 |        |
| KwaNdebele                                            | África do Sul                                                              | Não                 | 1981–1994                 | [ 54 ] |
| KwaZulu                                               | África do Sul                                                              | Não                 | 1981–1994                 | [ 54 ] |
| República Socialista Soviética da Letônia             | União Soviética                                                            | Sim                 | 1940–1941, 1944–1991      |        |
| Lebowa                                                | África do Sul                                                              | Não                 | 1972–1994                 | [ 54 ] |
| República Socialista Soviética da Lituânia            | União Soviética                                                            | Sim                 | 1940–1941, 1944–1990/1991 |        |
| Macedônia                                             | Iugoslávia                                                                 | Sim                 | 1945–1991                 | [ 55 ] |
| - Montenegro - Montenegro                             | - Iugoslávia - Sérvia e Montenegro                                         | Sim                 | 1945–2006                 | [ 55 ] |
| República Socialista Soviética Autônoma da Moldávia   | República Socialista Soviética da Ucrânia, União Soviética                 | República da União  | 1924–1940                 |        |
| República Socialista Soviética da Moldávia            | União Soviética                                                            | Sim                 | 1940–1991                 |        |
| Ovambolândia                                          | África do Sul                                                              | Não                 | 1973–1989                 | [ 54 ] |
| QwaQwa                                                | África do Sul                                                              | Não                 | 1974–1994                 | [ 54 ] |
| República Socialista Federativa Soviética da Rússia   | União Soviética                                                            | Sim                 | 1917–1991                 | [ 57 ] |
| - Sérvia - Sérvia                                     | - Iugoslávia - Sérvia e Montenegro                                         | Sim                 | 1945–2006                 | [ 55 ] |
| Singapura                                             | Malásia                                                                    | Sim                 | 1963–1965                 | [ 53 ] |
| República Socialista Eslovaca                         | Tchecoslováquia                                                            | Sim                 | 1969–1993                 | [ 56 ] |
| Eslovênia                                             | Iugoslávia                                                                 | Sim                 | 1945–1991                 | [ 55 ] |
| África do Sudoeste (Namíbia)                          | África do Sul                                                              | Sim                 | 1915–1990                 | [ 58 ] |
| Sul do Sudão                                          | Sudão                                                                      | Sim                 | 2005–2011                 | [ 59 ] |
| Transquei                                             | África do Sul                                                              | De jure             | 1976–1994                 | [ 54 ] |
| Estados Tréguas                                       | Reino Unido                                                                | Sim                 | 1820–1971                 | [ 60 ] |
| República Socialista Soviética Tajique                | União Soviética                                                            | Sim                 | 1929–1991                 |        |
| República Socialista Soviética Autônoma do Turquestão | República Socialista Federativa Soviética da Rússia                        | Não                 | 1918–1924                 | [ 61 ] |
| República Socialista Soviética Turcomena              | União Soviética                                                            | Sim                 | 1925–1991                 |        |
| República Popular Ucraniana dos Sovietes              | República Socialista Federativa Soviética da Rússia                        | Não                 | 1917–1918                 |        |
| República Soviética Ucraniana                         | República Socialista Federativa Soviética da Rússia                        | Não                 | 1918                      |        |
| República Socialista Soviética da Ucrânia             | República Socialista Federativa Soviética da Rússia, União Soviética       | Sim                 | 1919–1991                 | [ 62 ] |
| República Socialista Soviética Uzbeque                | União Soviética                                                            | Sim                 | 1924–1991                 |        |
| Venda                                                 | África do Sul                                                              | De jure             | 1979–1994                 | [ 54 ] |

### Quase-estados separatistas, insurgentes e autoproclamados autônomos

#### Atuais
| Proto-estado                                     | Estado Parente                                                                  | Alcançou soberania? | Desde | Ref.                 |
| ------------------------------------------------ | ------------------------------------------------------------------------------- | ------------------- | ----- | -------------------- |
| Abecásia                                         | Geórgia                                                                         | De facto            | 1992  |                      |
| Al-Qaeda                                         | - Mali - Somália                                                                | De facto            | 2006  |                      |
| Al-Shabaab                                       | Somália                                                                         | Não                 | 2009  | [ 63 ]               |
| Forças Democráticas Aliadas                      | - República Democrática do Congo - Uganda                                       | Não                 | 1996  | [ 64 ]               |
| Ambazônia                                        | Camarões                                                                        | Não                 | 2017  |                      |
| Ansar al-Sharia                                  | Iêmen                                                                           | Não                 | 2011  | [ 63 ]               |
| Ansar al-Sunna                                   | Moçambique                                                                      | Não                 | 2020  |                      |
| Administração Autônoma do Norte e Leste da Síria | Síria                                                                           | Parcial             | 2012  | [ 65 ]               |
| Cabinda                                          | Angola                                                                          | Não                 | 1975  |                      |
| Coalizão de Patriotas pela Mudança               | República Centro-Africana                                                       | Não                 | 2020  |                      |
| Hutis                                            | Iêmen                                                                           | Não                 | 2004  |                      |
| Emirado Islâmico do Afeganistão                  | Estado Islâmico do Afeganistão                                                  | Sim                 | 1994  |                      |
| Movimento Islâmico do Uzbequistão                | Paquistão                                                                       | Não                 | 2006  | [ 63 ]               |
| Estado Islâmico                                  | - Iraque - Síria - Afeganistão - Somália - Iêmen - Nigéria - Líbia - Moçambique | De facto            | 2013  | [ 66 ] [ 67 ] [ 68 ] |
| Kachin                                           | Myanmar                                                                         | Não                 | 1961  |                      |
| Khatumo                                          | Somália                                                                         | Não                 | 2012  |                      |
| Kosovo                                           | Sérvia                                                                          | De facto            | 2008  | [ 69 ]               |
| Maï-maï                                          | República Democrática do Congo                                                  | Não                 | 2015  |                      |
| Exército Nacional da Aliança Democrática         | Myanmar                                                                         | Não                 | 1989  |                      |
| Frente de Resistência Nacional do Afeganistão    | Afeganistão                                                                     | Não                 | 2021  |                      |
| Defesa Nduma do Congo-Renovada                   | República Democrática do Congo                                                  | Não                 | 2015  |                      |
| Chipre do Norte                                  | Chipre                                                                          | De facto            | 1974  |                      |
| Frente de Libertação Oromo                       | Etiópia                                                                         | Não                 | 1973  |                      |
| Exército de Comando Revolucionário               | Síria                                                                           | Não                 | 2016  |                      |
| República Saaraui                                | Marrocos                                                                        | Parcial             | 1976  | [ 70 ]               |
| Estado da Palestina                              | Israel                                                                          | De facto            | 1988  |                      |
| Somalilândia                                     | Somália                                                                         | De facto            | 1991  |                      |
| Ossétia do Sul                                   | Geórgia                                                                         | De facto            | 1991  |                      |
| Conselho de Transição do Sul                     | Iêmen                                                                           | De facto            | 2017  |                      |
| Frente Revolucionária do Sudão                   | Sudão                                                                           | Não                 | 2011  |                      |
| Governo Provisório Sírio                         | Síria                                                                           | Não                 | 2013  |                      |
| Governo de Salvação Sírio                        | Síria                                                                           | Não                 | 2017  |                      |
| Tehrik-i-Taliban Pakistan                        | Paquistão                                                                       | Não                 | 2002  | [ 63 ]               |
| Frente Popular de Libertação do Tigré            | Etiópia                                                                         | Parcial             | 2020  |                      |
| Transnístria                                     | Moldávia                                                                        | De facto            | 1990  |                      |
| Exército Unido do Estado Wa                      | Myanmar                                                                         | Não                 | 1989  |                      |
| Papua Ocidental                                  | Indonésia                                                                       | Não                 | 1971  |                      |

#### Extintos
| Proto-estado                                                | Estado Parente                                                                                      | Alcançou soberania? | Período         | Ref.                 |
| ----------------------------------------------------------- | --------------------------------------------------------------------------------------------------- | ------------------- | --------------- | -------------------- |
| Al-Nusra Front                                              | Síria                                                                                               | Não                 | 2012–2017       | [ 67 ]               |
| Ansar al-Islam                                              | Iraque                                                                                              | Não                 | 2001–2003       | [ 63 ]               |
| Angola                                                      | Portugal                                                                                            | Sim                 | 1961–1975       |                      |
| Ansar al-Sharia                                             | Líbia                                                                                               | Não                 | 2014–2017       | [ 67 ]               |
| Ansar Dine                                                  | Mali                                                                                                | Não                 | 2012–2013       | [ 67 ]               |
| República Popular de Donetsk e República Popular de Lugansk | Ucrânia                                                                                             | De facto            | 2014–2022       | [ 71 ]               |
| Forças Armadas do Sul da Rússia                             | República Socialista Federativa Soviética da Rússia                                                 | Não                 | 1919–1920       | [ 72 ]               |
| Azauade                                                     | Mali                                                                                                | De facto            | 2012–2013       | [ 73 ]               |
| Boko Haram                                                  | - Nigéria - Camarões                                                                                | Não                 | 2013–2015       | [ 67 ]               |
| Cárpato-Ucrânia                                             | Tchecoslováquia, Reino da Hungria                                                                   | De facto            | 1938–1939       |                      |
| República Chechena da Ichkeria                              | Rússia                                                                                              | De facto            | 1991–2000       | [ 74 ]               |
| República Soviética da China                                | China                                                                                               | Não                 | 1931–1937       | [ 75 ]               |
| China Comunista                                             | China                                                                                               | Sim                 | 1927–1949       | [ 75 ]               |
| Dar al-Kuti                                                 | República Centro-Africana                                                                           | De facto            | 2015–2021       | [ 76 ]               |
| República de Dubrovnik                                      | Croácia                                                                                             | Não                 | 1991–1992       | [ 77 ]               |
| Eslavônia Oriental, Baranja e Sírmia Ocidental              | Croácia                                                                                             | Não                 | 1995–1998       | [ 77 ]               |
| FARC                                                        | Colômbia                                                                                            | Não                 | 1964–2017       | [ 78 ]               |
| Fatah al-Islam                                              | Líbano                                                                                              | Não                 | 2007            | [ 63 ]               |
| Fujian                                                      | China                                                                                               | Não                 | 1933–1934       |                      |
| Grupo Islâmico Armado da Argélia                            | Argélia                                                                                             | Não                 | 1993–1995       | [ 63 ]               |
| Herzeg-Bósnia                                               | República da Bósnia e Herzegovina                                                                   | Não                 | 1991–1996       | [ 77 ]               |
| Estado de Hiderabade                                        | Índia                                                                                               | De facto            | 1947–1948       | [ 77 ]               |
| Estado de Idel-Ural                                         | República Russa                                                                                     | Não                 | 1917–1918       | [ 79 ]               |
| República Irlandesa                                         | Reino Unido                                                                                         | Sim                 | 1919–1922       | [ 80 ]               |
| Emirado Islâmico de Kunar                                   | República do Afeganistão                                                                            | Não                 | 1989–1991       | [ 63 ]               |
| Emirado Islâmico do Afeganistão                             | Estado Islâmico do Afeganistão                                                                      | De facto            | 1996–2001       |                      |
| República Islâmica de Imbaba                                | Egito                                                                                               | Não                 | 1989–1992       | [ 63 ]               |
| Jamiat-e Islami                                             | República Democrática do Afeganistão                                                                | Não                 | 1982–1989       | [ 81 ]               |
| República de Kosova                                         | República Federal da Iugoslávia                                                                     | Não                 | 1992–1999       | [ 82 ]               |
| República Popular de Carcóvia                               | Ucrânia                                                                                             | Não                 | 2014            | [ 83 ]               |
| Jiangxi                                                     | China                                                                                               | Não                 | 1931–1937       | [ 75 ]               |
| Jubalândia                                                  | Somália                                                                                             | Não                 | 1998–2001       |                      |
| Junbish-e Milli                                             | República do Afeganistão (até 28 de abril) Estado Islâmico do Afeganistão (a partir de 28 de abril) | Não                 | 1992–1997       | [ 84 ]               |
| Iugoslávia Libertada                                        | - Estado Independente da Croácia - Sérvia Ocupada                                                   | Sim                 | 1942–1945       | [ 85 ]               |
| República Popular da Mongólia                               | China                                                                                               | Sim                 | 1911–1946       |                      |
| Moçambique                                                  | Portugal                                                                                            | Sim                 | 1964–1974       | [ Nota 2 ]           |
| Vietnã Revolucionário                                       | Vietnã do Sul                                                                                       | Não                 | 1969–1976       | [ 86 ]               |
| Republika Srpska                                            | República da Bósnia e Herzegovina                                                                   | Não                 | 1991–1995       | [ 77 ]               |
| Área rebelde dos Lanças Vermelhas em Dengzhou               | China                                                                                               | Não                 | 1929            | [ 87 ]               |
| República Sérvia de Krajina                                 | Croácia                                                                                             | Não                 | 1991–1995       | [ 88 ]               |
| Sudetos                                                     | Tchecoslováquia                                                                                     | Não                 | 1918–1938       | [ 89 ]               |
| "Taylorland" ou Grande Libéria                              | Libéria                                                                                             | Não                 | 1990–1995/97    | [ Nota 3 ]           |
| Ceilão Tâmil                                                | Sri Lanka                                                                                           | Não                 | 1983–2009       | [ 78 ] [ 90 ] [ 91 ] |
| Tibete                                                      | China                                                                                               | Não                 | 1912–1951       | [ Nota 4 ]           |
| Governo Nacional Ucraniano                                  | União Soviética, Alemanha Nazista                                                                   | Não                 | 1941            |                      |
| República Popular da Ucrânia                                | República Russa, República Socialista Federativa Soviética da Rússia                                | Sim                 | 1917–1921       |                      |
| Estados Unidos                                              | Reino da Grã-Bretanha                                                                               | Sim                 | 1776–1783       |                      |
| República Popular da Ucrânia Ocidental                      | Áustria-Hungria, Polônia                                                                            | Não                 | 1918–1919       |                      |
| Bósnia Ocidental                                            | República da Bósnia e Herzegovina                                                                   | Não                 | 1993–1995       | [ 77 ]               |
| Municípios Autônomos Zapatistas Rebeldes                    | México                                                                                              | De facto            | 1994–2023       |                      |
| Zaporozhian Sich                                            | República das Duas Nações                                                                           | Sim                 | Século XVI–1649 | [ 92 ]               |